# Hermann Gmeiner

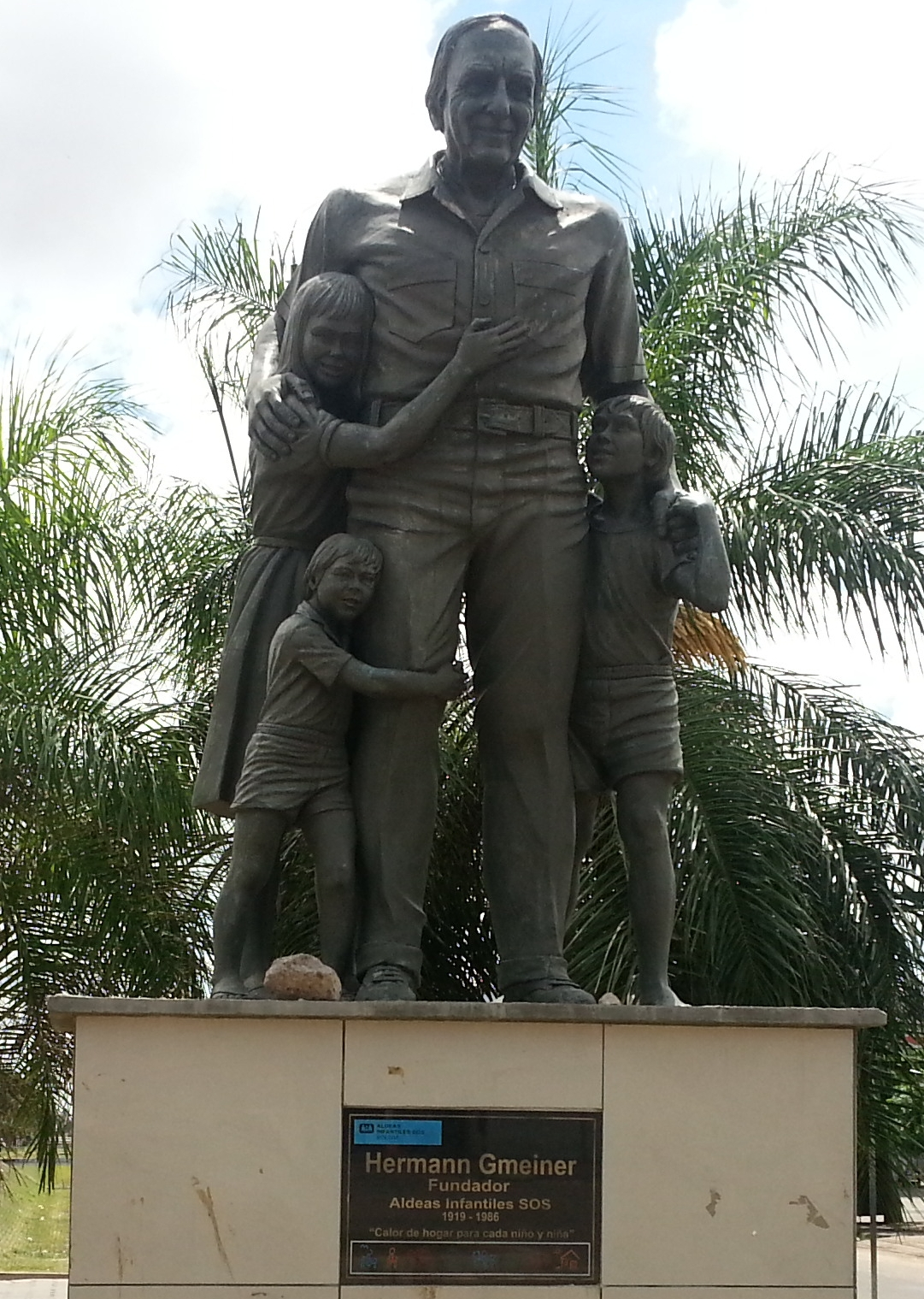
Hermann Gmeiner

Hermann Gmeiner (sinh ngày 23 tháng 6 năm 1919 tại Alberschwende, Vorarlberg, Áo – mất ngày 26 tháng 4 năm 1986 tại Innsbruck, Áo) là nhà từ thiện và là người sáng lập tổ chức quốc tế làng trẻ em SOS.

## Cuộc đời
Hermann Gmeiner là con út trong một gia đình nông thôn đông con ở Vorarlberg (Áo), Gmeiner hồi nhỏ là một cậu bé tài năng và đã giành được học bổng vào học một trường trung học danh tiếng. Mẹ mất khi ông còn nhỏ và chị cả Elsa đã nuôi dưỡng ông.
Hermann Gmeiner từng chiến đấu ở Liên Xô trong chiến tranh thế giới thứ hai. Ông thực sự hiểu được nỗi khổ mà chiến tranh mang lại. Sau chiến tranh, ông chia sẻ với sự cô lập và nỗi đau của nhiều trẻ em vì chiến tranh mà mồ côi cha mẹ, trở thành trẻ lang thang. Trong niềm tin của ông sự giúp đỡ không thể hiệu quả trong khi những đứa trẻ lớn lên trong hoàn cảnh không nhà cửa và ông bắt đầu thực hiện ý định về làng trẻ em SOS.
Chỉ với 600 đô la Áo (khoảng 40 đô la Mỹ) trong túi Hermann Gmeiner đã thành lập tổ chức làng trẻ em SOS năm 1949, và cũng trong năm đó làng trẻ em SOS đầu tiên được xây dựng ở Imst, Tyrol, Áo. Thời gian dành cho trẻ em và sự phát triển của tổ chức làng trẻ em SOS nhiều đến mức ông quyết định dừng theo học y tại trường đại học.
Sau đó cuộc đời của ông gắn liền với mong ước về một trung tâm gia đình chăm sóc trẻ em dựa trên 4 yếu tố: một người mẹ, một ngôi nhà, anh chị em và một ngôi làng. Ông đặc biệt tập trung giúp đỡ những trẻ em bị bỏ rơi, một phần tiểu sử của ông giống lịch sử của chính tổ chức làng trẻ em SOS. Ông làm người quản lý ở Imst, tổ chức gây dựng những ngôi làng khác ở Áo và giúp đỡ để thành lập làng trẻ em SOS trong nhiều nước khác ở châu Âu.
Năm 1960 tổ chức quốc tế SOS-Kinderdorf được thành lập ở Strasbourg như là tổ chức điều hành các làng trẻ em SOS và Hermaan Gmeiner là giám đốc đầu tiên. Những năm sau đó hoạt động của làng trẻ em SOS đã vươn tới xa hơn ở châu Âu. Chuỗi hành động "Một hạt gạo" gây xúc động mạnh mẽ đã quyên góp đủ tiền để xây dựng làng trẻ em SOS đầu tiên bên ngoài châu Âu ở Daegu, Hàn Quốc năm 1963, và sau đó là các làng trẻ em SOS ở châu Mỹ và châu Phi.
Năm 1985 đã có 233 làng trẻ em SOS được thành lập trong 85 nước. Hermann Gmeiner đã giành được rất nhiều giải thưởng lớn cho những đóng góp cho trẻ mồ côi và trẻ lang thang, ông còn được để cử nhiều lần cho giải Nobel hòa bình. Tuy nhiên ông luôn luôn nỗ lực nhấn mạnh rằng đó chỉ là lời cảm ơn cho sự giúp đỡ của hàng triệu người để mang lại một mái ấm vững chắc cho trẻ em lang thang, và điều đó vẫn còn được áp dụng đến ngày nay.
Hermann Gmeiner mất năm 1986 tại Innsbruck. Ông được chôn cất tại làng trẻ em SOS Imst.
Hiện nay làng trẻ em SOS đã có mặt ở 132 quốc gia và vùng lãnh thổ. 438 làng trẻ em SOS và 346 nhà thiếu nhi SOS mang đến ngôi nhà mới cho hơn 60.000 trẻ em. Hơn 131.000 trẻ em tham gia các trường mẫu giáo SOS, các trường Hermann Gmeiner và các trung tâm đào tào nghề SOS. Khoảng 397.000 người được hưởng lợi từ các chương trình của trung tâm y tế SOS và 115.000 người được hỗ trợ bởi các trung tâm xã hội SOS. Tổ chức làng trẻ em SOS cũng giúp đỡ nạn nhân trong các thảm họa với các chương trình hỗ trợ khẩn cấp. Bệnh viện khẩn cấp ở Mogadishu (cung cấp xấp xỉ 260.000 lượt kiểm tra sức khỏe và chăm sóc y tế một năm) là một ví dụ về những dự án lớn hỗ trợ dài hạn của tổ chức này.

## Danh ngôn
- "Mọi thứ lớn lao trên thế giới này chỉ biến thành sự thật khi mọi người làm việc nhiều hơn những việc phải làm."

## Vinh danh
Các tỉnh thành tại Việt Nam mà các trường trung học phổ thông có mang tên ông bao gồm: Hà Nội, Hải Phòng, Nghệ An, Thành phố Hồ Chí Minh, Đà Nẵng, Cà Mau...

## Tác phẩm
- Impressions, Thoughts, Confessions (Eindruecke Gedanken Bekenntnisse) – SOS Children's Villages, 1979